# جوان الثانية، كونتيسة بورغندي
جوان/جين/جان الثانية (الفرنسية:Jeanne؛ 15 يناير 1292 - 21 يناير 1230)، هي الابنة الكبرى لأوتو الرابع، كونت بورغندي وماهوت، كونتيسة أرتوا، بعد وفاة شقيقها روبرت أصبحت كونتيسة بورغندي في 1315، وبعد وفاة والدتها أصبحت كونتيسة أرتوا في 1329، وفضلاً عن ذلك هي ملكة فرنسا القرينة (1322-1316) بكونها زوجة فيليب الخامس "الطويل".
في عام 1314 شقيقتها بلانش وسلفتها الملكة مارغريت أيدونوا بارتكاب الزنا مع إحدى الفرسان، بناءً على شهادة شقيقة زوجها إيزابيلا، كان يعتقد بأنها كانت تعلم بالموضوع، مما أدى في نهاية المطاف إلى قيدها في الإقامة الجبرية بقلعة دوردان، ولكن مع المساندة زوجها فيليب ووالدتها في ذلك واحتجاجات بالبرءاة، سُمح لها أخيراً بالعودة إلى البلاط الملكي.

## الأبناء
استطعت جوان أنجاب لفيليب أربعة بنات؛ وأبن توفي صغيراً:-
- جوان (1349-1308) كونتيسة بورغندي وأرتوا بعد وفاتها، تزوجت من أودو الرابع، دوق بورغندي.
- مارغريت (1382-1309) كونتيسة بورغندي وأرتوا بعد وفاة حفيد شقيقتها، تزوجت من لويس الأول، كونت فلاندرز.
- إيزابيل (1348-1310) تزوجت من غويغوس الثامن دي لا تور دو بين، دوفين فينوس.
- بلانش (1358-1313) راهبة.
- فيليب (1317-1316).